# Ingegneria del software

Un modello di sviluppo software

L' ingegneria del software (software engineering in inglese) è quella disciplina informatica che si occupa dei processi produttivi e delle metodologie di sviluppo finalizzate alla realizzazione di sistemi software. Si propone una serie di obiettivi legati all'evoluzione dello sviluppo del software (inteso come attività industriale) sia da un punto di vista tecnologico (per es. attraverso la definizione di nuovi linguaggi di programmazione) che metodologico (per esempio il perfezionamento dei modelli di ciclo di vita del software).

## Storia

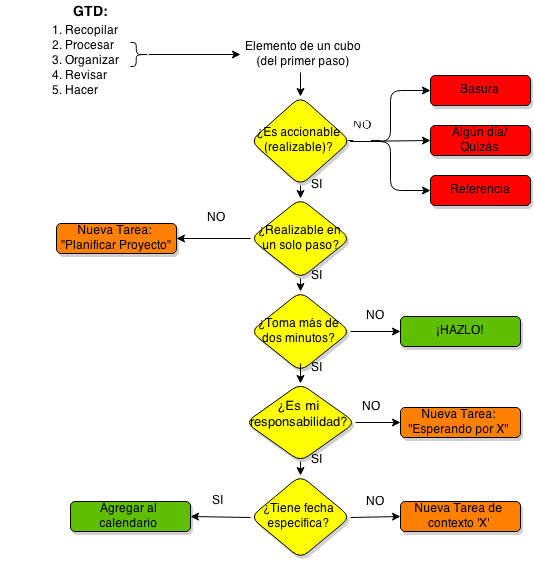
Esempio di algoritmo in diagramma a blocchi

La necessità di creare una disciplina teorico-pratica che si occupasse in toto della realizzazione dei software nasce, intorno alla fine degli anni sessanta, dall'esigenza di sviluppare prodotti sempre più complessi ed evoluti che rispondessero alle richieste delle grandi utenze, conferendo rigore e disciplina allo stato dell'arte dello sviluppo software nelle grandi aziende.
Più precisamente dal 1950 al 1965 lo sviluppo del software era alquanto limitato: molti programmi venivano sviluppati per batch, gli informatici erano pochi ed apprendevano sul campo. Ciò che veniva sviluppato era pensato per un unico cliente, inoltre ad ogni progetto lavorava ed avrebbe lavorato una sola persona, solitamente senza scrivere alcuna documentazione del software. Fino alla nascita dell'ingegneria del software, la realizzazione di prodotti per computer era una mera attività di programmazione eseguita attraverso l'applicazione di discipline come:
- Algoritmi
- Strutture Dati
- Programmazione strutturata
- Linguaggi di Programmazione.

La programmazione consisteva soprattutto nel mettere insieme una sequenza di istruzioni di codice sorgente per realizzare compiti ben specifici.
Dal 1965 al 1975 si assiste allo sviluppo di software pensato per più utenti e per i sistemi in real-time. In questo periodo iniziano di conseguenza gli sviluppi di pacchetti software ed emergono numerosi problemi, come la gestione e la manutenzione del software.
Nel 1968 la conferenza NATO tenuta a Garmisch, in Germania, rende chiaro il problema rappresentato dall'incapacità di produrre nei tempi previsti software affidabile e rispondente ai requisiti.
A partire dal 1972 e fino al 1988 vengono introdotte nuove tecnologie, nascono i sistemi distribuiti e si afferma la figura del progettista del sistema informatico (quello che in seguito verrà chiamato architetto del software). Il costo dell'hardware si abbassa considerevolmente e di conseguenza la tecnologia informatica comincia a diffondersi rapidamente. Il livello qualitativo del software si eleva, tuttavia il suo sviluppo è ancora limitato a progetti scientifici e militari, e solo successivamente, dopo aver affrontato una lunga fase di collaudo, il software viene introdotto nelle industrie. Organizzazioni come il Pentagono spingono fortemente lo studio di modelli che permettano di minimizzare la quantità di errori all'interno dei software.
Con l'introduzione delle tecnologie informatiche anche nel settore industriale e commerciale, a partire dal 1988, bacini di utenze non più tecniche sentono l'esigenza di informatizzare le proprie strutture. In questo periodo nasce la programmazione orientata agli oggetti, si tende a controllare lo sviluppo del software, cercando di sviluppare prodotti di qualità, anche a causa della concorrenza affermatasi tra le software house. Si cerca di curare al massimo l'interfaccia grafica presentata all'utente, in quanto anche il tipo di utenza è cambiato. Da queste esigenze nasce l'incontro tra i requisiti dell'azienda cliente e le funzionalità che il programmatore deve realizzare.
Si sviluppa un concetto analogo alle ottimizzazioni da catena di montaggio nelle industrie del XX secolo, che avevano similmente stravolto il modo di produrre apparecchiature meccaniche. Si cerca cioè di identificare i punti focali che devono governare la realizzazione di un buon prodotto software ma soprattutto si cerca di definire formalmente cosa possa descrivere un buon prodotto software.

## Descrizione

### Concetti base

Una parte dello sviluppo software

L'ingegneria del software identifica una formalizzazione del processo di analisi, progettazione, realizzazione e manutenzione di un sistema informatico.
Per tale associazione con una idea quasi biologica di vita si parla spesso di ciclo di vita di un software, concetto che ha assunto con il passare dei decenni un'importanza sempre maggiore, abbandonando progressivamente l'idea di software come manufatto e passando ad un'idea del software come prodotto industriale. La necessità di creare una scienza che si occupi della realizzazione dei sistemi informativi nasce dalla necessità di sviluppare prodotti sempre più complessi ed evoluti che rispondano a esigenze di correttezza del prodotto finale e ad una facile manutenzione di esso.
Il software come prodotto industriale diventa anche oggetto di un attento esame per estendere le capacità di realizzazione dello stesso. Nasce in pratica un concetto simile alle ottimizzazioni da catena di montaggio per le industrie del secolo scorso. Si cercano quindi di identificare nella realizzazione del software, quegli obiettivi a cui tengono le industrie del software, come qualità del software realizzato e soprattutto di rilasciare un prodotto ben documentato e facilmente "manutenibile".
La nuova scienza, l'ingegneria del software, si preoccupa effettivamente di concretizzare queste esigenze, tramite la definizione di modelli che permettono a team di tecnici di realizzare in cooperazione prodotti sempre più evoluti e di qualità. L'ingegneria del software definisce quindi un insieme di processi, ovvero sequenze di fasi che individuano tappe specifiche nella realizzazione di un sistema software, tutte documentate e ispezionabili, che offrano in sostanza adeguata visibilità alle diverse tipologie degli utenti del sistema, per il controllo dei singoli prodotti e/o per l'eventuale manutenzione.

### Le fasi dell‘Ingegneria del Software o dell’ingegneria dei sistemi
È possibile raggruppare in modo succinto ogni dominio dell’ingegneria del software in sole 5 fasi:
- Analisi di business e analisi dei requisiti;
- Progettazione e architettura del software;
- Sviluppo software, programmazione o codificazione;
- Consegna ed assicurazione della qualità del software;
- Manutenzione correttiva-adattiva e manutenzione evolutiva;

Ricordando che queste cinque fasi che abbiamo elencato per un processo di ingegneria del software non dovrebbero essere prese come una regola o uno standard.

### Produzione software nel terzo millennio
Ancora oggi le aziende pongono l'accento sulla necessità di definire processi di sviluppo del software che consentano di rispettare le scadenze fissate per ridurre i costi di realizzazione dei prodotti stessi. Vengono identificati differenti cicli di vita del software, ovvero diversi processi che possono essere attualizzati da un team per giungere ad un risultato comune. Ognuno di questi differenti processi identifica una serie di passi chiave da seguire per realizzare infine un prodotto software che soddisfi i requisiti.  L'ingegneria del software racchiude questi e molti altri elementi, definendo una scienza che si preoccupa effettivamente di come permettere non più ad una singola persona ma ad un team di tanti sviluppatori, di realizzare un buon software. Differenti utenze generano differenti requisiti e nuove esigenze nella realizzazione di un software.
Resta oggi il problema di produrre con tempi e costi prestabiliti dei sistemi software di formidabili dimensioni, enormemente cresciuti rispetto ai pacchetti software di alcune decine di anni fa. Per queste situazioni la neonata scienza si trova spesso in difficoltà e si sente il bisogno di teorie più evolute. Se l'approccio iniziale era basato sui concetti dell'industria meccanica dell'inizio del XX secolo (tempi e metodi), adesso si capisce che tale impostazione è insufficiente: nell'industria meccanica si parla ormai di fabbrica immateriale costituita dalle conoscenze dei dipendenti, dai rapporti tra di loro, dalle aspirazioni comuni; ancor di più ciò vale per la fabbrica software. In aggiunta molti hanno capito le caratteristiche originali del prodotto software (prima fra tutte l'immaterialità del prodotto principale - il codice eseguibile) che portano alla necessità di tecnologie meno note in altri settori: la più importante di tali tecnologie è probabilmente il controllo di configurazione (come le aziende).

## Ordinamento universitario

### In Italia
Nell'ordinamento universitario italiano esistono lauree specializzate nell'ingegneria del software. Esse si pongono come obiettivo quello di specializzare informatici nei diversi ambiti ai quali può essere applicata la disciplina: dai sistemi complessi e sistema real-time, a quelli embedded, fino ad arrivare a quelli distribuiti ed enterprise. Lauree magistrali in ingegneria del software sono, ad esempio, quelle dell'Università degli Studi dell'Aquila, della Libera Università di Bolzano e del Politecnico di Torino che prevedono percorsi di doppia laurea estera. Per le lauree triennali, invece, esistono cattedre e insegnamenti di ingegneria del software nella facoltà di scienze per i corsi di laurea in Informatica, Ingegneria Informatica ed Informatica e tecnologie per la produzione del software.